# Dietrich Siemering
Dietrich Siemering (* 29. Januar 1952) ist ein ehemaliger deutscher Fußballspieler.

## Leben
Siemering wechselte 1971 vom SC Concordia Hamburg zum HSV Barmbek-Uhlenhorst. Mit Barmbek-Uhlenhorst war er bis 1974 in der Regionalliga, der damals zweithöchsten bundesdeutschen Spielklasse, vertreten. Im Dezember 1972 traf er mit der Mannschaft im DFB-Pokal auf den FC Bayern München und verlor im Olympiastadion mit 0:7. Die Regionalliga-Saison 1973/74 schloss er mit den Hamburgern auf dem fünften Rang der Nordstaffel ab, dadurch gelang der Sprung in die neugegründete 2. Fußball-Bundesliga. Siemering lag im letzten Regionalliga-Jahr mit 2925 bestrittenen Minuten bei der Einsatzzeit aller Spieler Barmbek-Uhlenhorsts auf dem fünften Platz.
In der Zweitliga-Saison 1974/75, die Barmbek-Uhlenhorst als Tabellenletzter abschloss, war Siemering mit 3245 Minuten in 38 Einsätzen der Spieler der Mannschaft, der am längsten auf dem Platz stand. Der Verteidiger, der Pädagogik studierte, erzielte ein Zweitligator. Dieses gelang ihm Mitte Februar 1975 beim 1:0-Heimsieg über Borussia Dortmund. Siemering war mit der Aufgabenstellung in das Spiel gegen den BVB geschickt worden, Dortmunds ungarischen Leistungsträger Zoltan Varga zu bewachen. In der 13. Spielminute überwand Siemering den Dortmunder Torhüter mit einem Heber und bescherte Barmbek-Uhlenhorst auf diese Weise einen von nur sechs Saisonsiegen. Das Hamburger Abendblatt versah den Nachbericht mit der Überschrift „Der große Tag des Diedrich Siemering“. Nach dem Zweitliga-Abstieg spielte er mit Barmbek-Uhlenhorst in der Oberliga und später beim VfB Lübeck. 1979 wechselte Siemering zum Hummelsbütteler SV, mit dem er 1980 Meister der Verbandsliga Hamburg wurde und in der folgenden Aufstiegsrunde im Juni 1980 den Sprung in die Oberliga schaffte.